# Uromyces eragrostidicola
Uromyces eragrostidicola är en svampart som beskrevs av Gjaerum 1988. Uromyces eragrostidicola ingår i släktet Uromyces och familjen Pucciniaceae.   Inga underarter finns listade i Catalogue of Life.